# كونواي فرنسيس
كونواي فرنسيس (بالإنجليزية: Conway Francis)‏ (27 أبريل 1870 - 15 أبريل 1924) هو لاعب كريكت بريطاني (وحمل سابقاً جنسية المملكة المتحدة لبريطانيا العظمى وأيرلندا).